# Бушвокер
Бушвокер (англ. Bushwacker), настоящее имя — Карл Барбэнк (англ. Carl Burbank) — суперзлодей комиксов издательства Marvel Comics. Является врагом Сорвиголовы и Карателя. Его первое появление состоялось в Daredevil #248.

## История публикации
Созданный Анном Ноценти и Риком Леонарди, персонаж впервые появился в Daredevil # 248 (ноябрь 1987 года).

## Биография
Священник Карл Барбэнк отрекся от клятв после смерти от наркотиков нескольких юных прихожан. Он присоединился к ЦРУ, которое снабдило его кибернетической рукой и сделало убийцей под кодовым именем Бушвокер, но в конечном итоге Карл ушел в свободное плавание.
В определенный момент имел место случай, заставивший Бушвокера начать войну против мутантов. Он охотился и убивал тех из них, способности которых он считал наиболее востребованными и доводящими их навыки до совершенства. Серия убийств привела Барбэнка к конфликту с Росомахой и с Сорвиголовой. Логан, изучив повадки Бушвокера, начал охоту на него. В то же самое время жена Бушвокера полагала, что её муж безумен и нуждается в медицинском наблюдении. Она искала помощи у адвоката Мэтта Мёрдока. Сорвиголова нашел Росомаху сражающимся с Бушвокером, и Логан убил бы злодея, если бы Мэтт не остановил его. Это позволило Бушвокеру уйти, чтобы продолжить осуществлять свои планы. Злодей был в конце концов разыскан и побежден этими двумя героями, которые оставили правую сторону его лица ужасно обезображенной. Бушвокер был заключен под стражу.
Позже он присоединился к Тифозной Мэри и другим врагам Сорвиголовы для борьбы с ним. После выполнения плана Мэри забрала тело Сорвиголовы, а Бушвокер вернулся к своим делам.
Нанятый Амбалом, Барбэнк атаковал Карателя, но ничего не сделал. В это время его жена наконец оставила его. Злодей вновь появился, нанятый наркобароном, чтобы убить репортера Бена Уриха, собиравшегося опубликовать историю его преступлений. Вместо этого, узнав правду, Барбэнк сохраняет Уриху жизнь и позволяет закончить статью.
Последующие его операции вылились конфликт с Сорвиголовой, Кочевником, Карателем, Дэслоком, Бумерангом и Электрой.
Заключенный в тюрьму Форт, Барбэнк освободился в ходе массового побега, спланированного Электро и был нанят Шакалом для убийства Карателя, но оказался побежден Сорвиголовой.
Позже, Бушвокер организовал в центре города беспорядки и взял в заложники девушку, чтобы выманить Карателя и уничтожить его. Фрэнк обнаружил его но Бушвокер был подстрелен Дж. В. Бриджем и вернулся обратно в тюрьму.
Злодей Капюшон пригласил Бушвокера присоединиться к его банде, пока герои сражаются между собой из-за Акта о регистрации сверхлюдей. В её составе Карл сражался с Новыми Мстителями, но был побежден Доктором Стрэнджем.
Во время Вторжения Бушвокер вместе с бандой Капюшона вступил в битву со Скруллами, атаковавшими Нью-Йорк.

## Силы и способности
Правая рука Бушвокера была биологически изменена, чтобы она могла функционировать в качестве оружия. Он может стрелять пулями из своего указательного пальца, как будто его рука — пистолет. Он использует мощные устройства и оружие, особенно огнемет, которые могут быть созданы механическими протезами, которые заменили его предплечья. Он умеет заряжать оружие, глотая боеприпасы, например топливо огнемета или пули. Кожа Бушуокера может сжижаться, чтобы залечивать раны.
Бушвокер обучался в ЦРУ, он владеет рукопашным боем и обучался владению огнестрельным оружием. Также он имеет связи с работниками международных спецслужб и их методами работы.

## Другие версии

### День М
Бушвокер появился в реальности День М в спин-оффе Дом М: Мастера Зла.

## Вне комиксов

### Кинематографическая вселенная Marvel
Бушвокер должен был появиться в первом сезоне сериала «Женщина-Халк: Адвокат» (2022), действие которого разворачивается в рамках медиафраншизы «Кинематографическая вселенная Marvel».

### Видеоигры
- В игре The Punisher 1993 года Бушвокер — босс, с которым игрок сражается на поезде, являющимся четвёртым уровнем[14].
- Бушвокер принимает участие в игре 2005 года The Punisher. Здесь он был нанят Ма Ньюччи, чтобы убить Карателя. Первым делом Бушвокер похищает соседку Карателя — Джоан. Но когда Каратель спасает её, то Бушвокер сбегает. Позже они встретятся в библиотеке особняка Ньюччи. Эта битва закончилась для Бушвокера летальным исходом.
- Бушвокер один из нескольких доступных персонажей в игре The Punisher: No Mercy на PlayStation 3[15]

## Критика
WhatCulture включил персонажа в топ «10 странных злодеев Marvel, в существование которых вы не поверите». Comic Book Resources поместил Бушвокера на 9-е место среди «10 опаснейших врагов Карателя, с которыми тот когда-либо сталкивался».